# Вулиця Академіка Навашина
Ву́лиця Акаде́міка Нава́шина — вулиця в Оболонському районі міста Києва, місцевість Пріорка. Пролягає від Вишгородської вулиці до Автозаводської вулиці. 

## Історія
Вулиця відома з 1-ї половини XX століття, мала назву Поперечна. Сучасна назва на честь радянського вченого-ботаніка С. Г. Навашина — з 1984 року. Сучасна забудова вулиці почалася у 1960-х роках.
Вулиця містить лише 4 будинки: 4, 9, 11, 13. Будинок # 4 на початку 2000-х було реконструйовано. Будинок # 9 було побудовано у 1963 році по проекту п’ятиповерхових хрущовок. Будинок # 11 є більш сучасним, найвищім на цій вулиці - містить 9 поверхів. Будинок # 13 є гуртожитком. 